# 笹倉スポーツ社

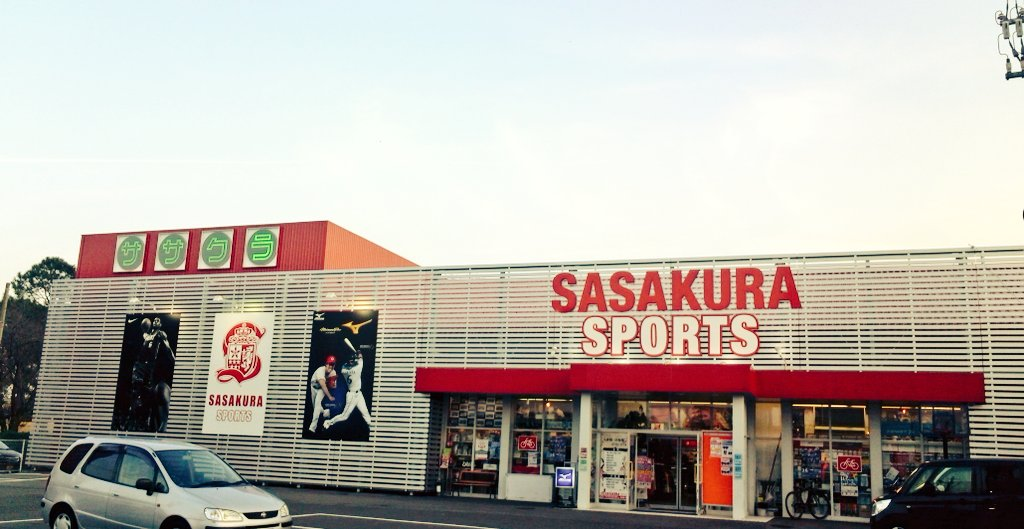
ササクラスポーツ田宮店

株式会社笹倉スポーツ社（ささくらスポーツしゃ）は、徳島県徳島市南田宮に本社を置くスポーツ用品専門店。総合スポーツショップ「ササクラスポーツ」や複数のインターネットショップを運営している。

## スポンサリング
2008年よりスタートしたとくしまマラソンでは大会スポンサーとして協賛している。

## 店舗
- 本店：徳島市南田宮2-3-108
  - 旧本店：徳島市寺島本町東3丁目15-5 フレシアとくしま2F（2013年9月21日[1]まで）
- 空港店：徳島県板野郡松茂町中喜来字群恵157-3
- 阿南店：徳島県阿南市日開野町西居内459-6
- ウォーキング&里山歩き専門店てくてく：徳島県徳島市寺島本町東2丁目25番地